# Jonathan Tyers
Jonathan Tyers, né le 10 avril 1702 à Londres et mort le 1er juillet 1767 à Kennington, est un entrepreneur britannique.
Il était le propriétaire de New Spring Gardens, plus tard connu sous le nom de Vauxhall Gardens, un parc de divertissements populaire de Kennington, à Londres, ouvert en 1661, qui était situé sur la rive sud de la Tamise, sur un site presque opposé à l'actuelle Tate Britain.

## Biographie
Jonathan Tyers est né probablement au domicile de ses parents à Bermondsey, Londres, dont le père est Thomas Tyers, grossiste de laine et sa mère, Ann.

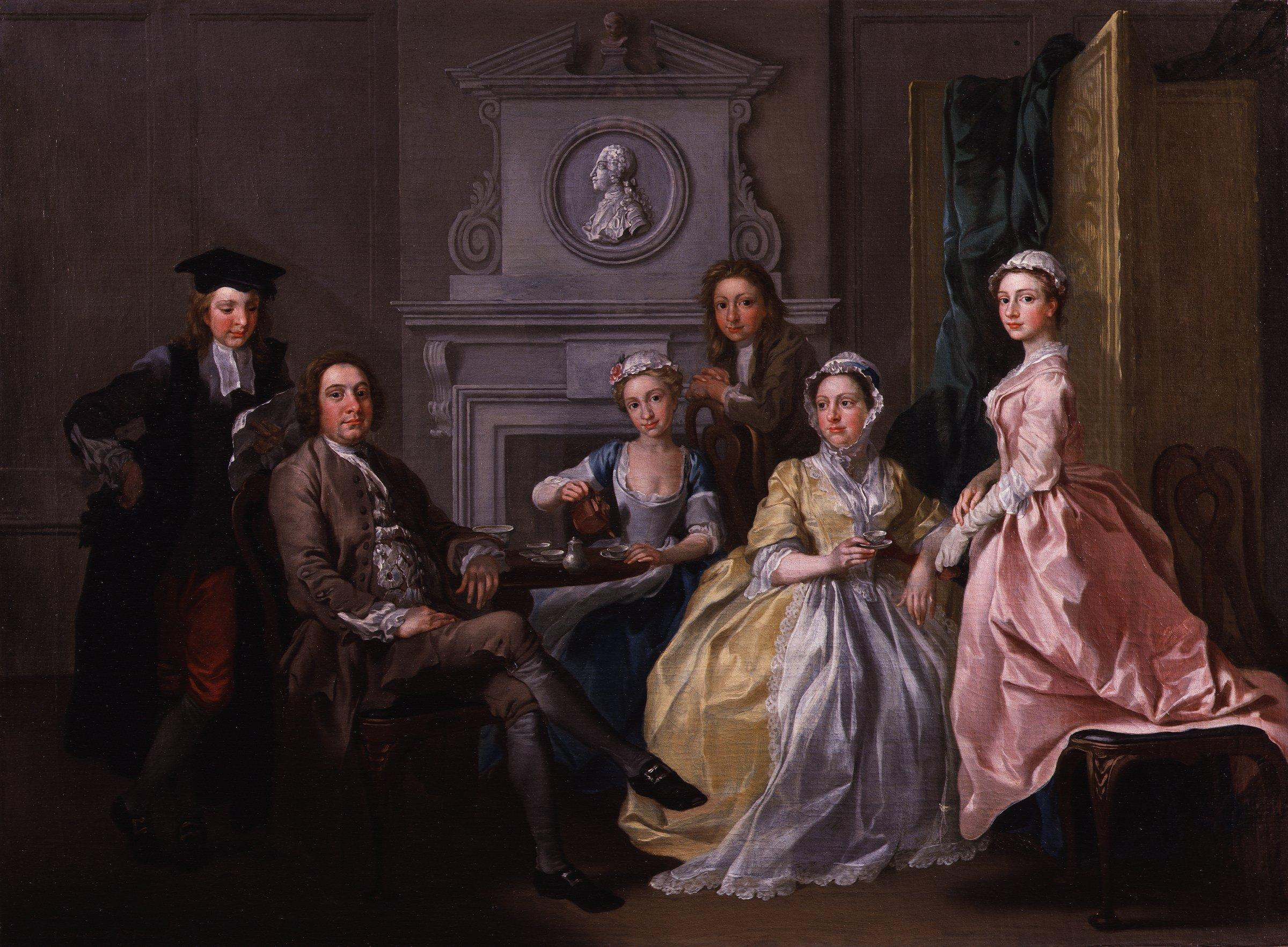
Portrait de Jonathan Tyers et sa famille, par Francis Hayman, vers 1740.

Tyers se marie au début des années 1720 avec Elizabeth Fermor (1700–1771).
Il se fait connaître en 1728, quand il obtient un bail des « jardins de printemps » (Spring Gardens) à Vauxhall (Vauxhall Gardens) pour un loyer annuel de 250 £ auprès du propriétaire, Frédéric, prince de Galles, un ami des arts. Il en deviendra finalement propriétaire en en achetant une partie en 1752 pour 3 800 £, puis dans leur totalité, vers 1758. 
Dans l'intervalle, Tyers ouvre les jardins au public le 7 juin 1732 avec un ridotto al fresco, c'est-à-dire, un bal masqué à la mode vénitienne, comprenant différentes thèmes imposés. Le prix, fixé à une guinée, attira plus de 400 personnes ; ce fut donc un succès, en présence du prince de Galles, cependant que de nombreux visiteurs furent déçus par les attractions proposées. Le ridotto suivant fut donc un désastre financier,. C'est à ce moment-là que Tyers tombe en dépression et souhaite même se suicider. Ses amis artistes viennent à son secours : parmi eux, Francis Hayman – qui devint plus tard son directeur artistique durant trente ans —, mais aussi Hubert-François Gravelot, Louis-François Roubiliac et William Hogarth. Ils lui conseillent de transformer les jardins en lieu non plus de plaisirs moralement douteux (la prostitution y était tolérée), mais familial, convivial et, somme toute, dépaysant et éducatif, en termes artistiques.
Il modifie et améliore grandement les jardins, monte un orchestre et, en 1745, ajoute de la musique vocale aux concerts instrumentaux. Le lieu jouit toujours du patronage de Frédéric de Galles et devient rapidement à la mode. Tyers fait de l'endroit un jardin de plus haut standing en faisant faire des billets d'admission en argent par son ami William Hogarth, puisque celui-ci réside, en voisin, dans son logement d’été à South Lambeth. Hogarth aurait suggéré de décorer les différents kiosques et tonnelles avec des peintures, et, en contrepartie de services liés aux jardins, Tyers lui présenta un billet en or, qui servait de laissez-passer perpétuel et gratuit pour les divertissements.
Tyers est un dirigeant entreprenant et prospère, quoique d’une disposition quelque peu acariâtre. La taille réduite des poulets et la finesse des tranches de jambon et de bœuf fournies à sa clientèle devinrent proverbiales. Il aurait engagé un sculpteur qui a promis de couper un jambon de manière à couvrir tout le jardin à la manière d'un tapis. Dans Amelia, Henry Fielding rend hommage au « goût vraiment élégant » et à « l'excellence du cœur » de Jonathan Tyers.
En 1734, Tyers achète Denbies, une ferme et un terrain près de Dorking. Il modifie la maison et construit dans un bois attenant un temple regorgeant d'« inscriptions sentencieuses » ; un autre bâtiment avec des figures représentant un chrétien et un mécréant dans leurs derniers instants ; ainsi qu'une statue de la Vérité marchant sur un masque. En dépit de ces rappels lugubres, ce « maître d'œuvre du Délice » a maintenu son amour pour Vauxhall jusqu'au dernier moment et, juste avant sa mort, il demande à être transporté dans The Grove pour admirer les Spring Gardens. Tyers meurt chez lui, dans les jardins, le 1er juillet 1767,.

## Postérité
Une gravure rare des Spring Gardens, gravée par Romano[Qui ?] et publiée par G. Bickham en mai 1744, montre Tyers grommelant contre son preneur de chèques et un groupe de personnes fréquentant les jardins, dont l'écrivain John Lockman. Un portrait de Tyers, peint par Louis Joseph Watteau, était en 1855 en possession de Frederick Gye,.
Tyers a laissé une veuve et deux filles, Margaret, mariée à George Rogers de Southampton et à Elizabeth. Ses deux fils, Thomas et Jonathan, lui ont succédé à Vauxhall. Ce dernier fut l'unique gérant de Vauxhall de 1785 à sa mort en 1792, date à laquelle son gendre fut remplacé par son gendre, Bryant Barrett (mort en 1809).